# Eleni Fureira
Eleni Fureira (gr. Ελένη Φουρέιρα), właśc. Entela Fureraj (ur. 7 marca 1987 w Fierze) – grecka piosenkarka, aktorka, tancerka i projektantka mody.
W latach 2007–2009 wokalistka girls bandu Mystique. Od 2009 artystka solowa, wydała cztery albumy studyjne: Eleni Fureira (2010), Ti poniro mou zitas (2012), Anemos agapis (2014) i Wasilissa (2017). Zdobywczyni drugiego miejsca dla Cypru w finale 63. Konkursu Piosenki Eurowizji (2018). Dziesięciokrotna laureatka MAD Video Music Awards.

## Życiorys
Urodziła się 7 marca 1987 we Fierze w zachodniej Albanii. Jest córką Marjety i Kristaqa Furerajów. Jej matka jest szwaczką, a ojciec – robotnikiem. Ma troje rodzeństwa: brata Jorgosa oraz siostry, Ioannę i Margaritę. Kiedy była dzieckiem, wraz z rodziną przeprowadziła się do Grecji z powodu albańskiej rewolucji piramidowej. Dorastała w Kalitei.

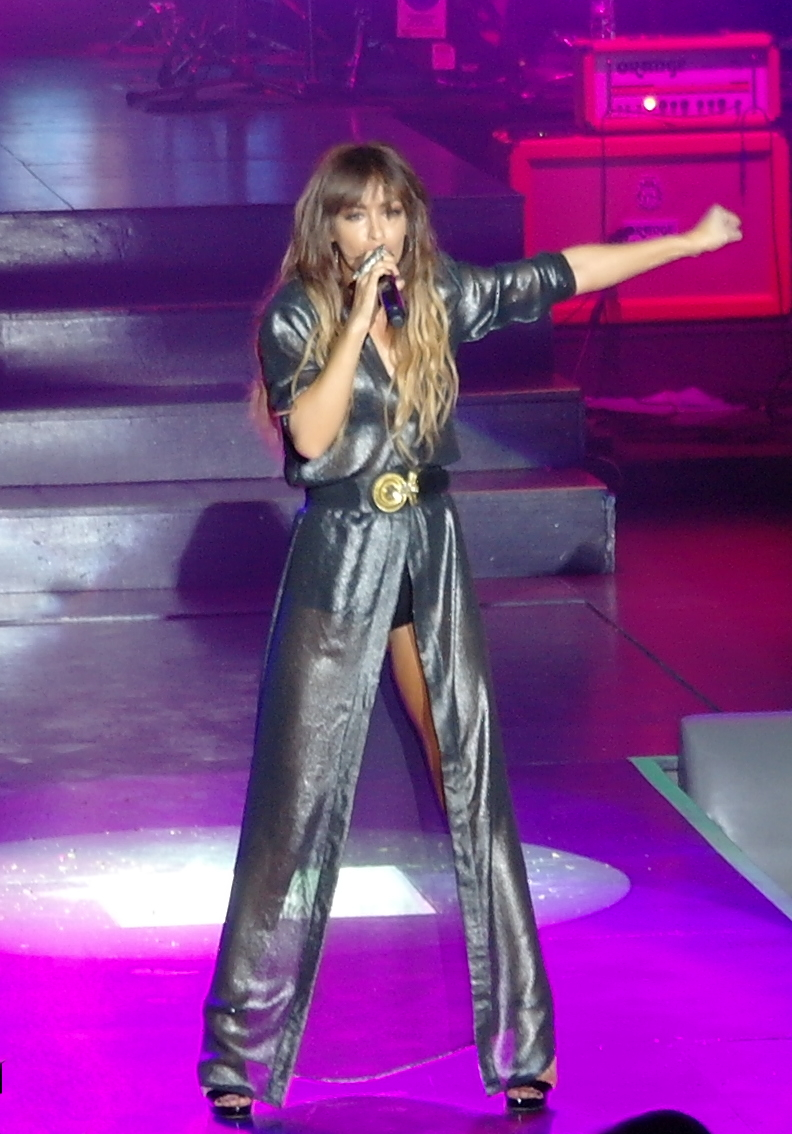
Fureira (2013)

Karierę sceniczną rozpoczęła występami w teatrze. Wcześniej nauczyła się gry na gitarze. W 2007 dołączyła do girls bandu Mystique, do którego trafiła, będąc dostrzeżoną przez Andreasa Giatrakosa. W skład zespołu wchodziły jeszcze Alkmini Chatzigianni i Maria Makri. Ich debiutanckim singlem był utwór „Se alli selida”. Największy sukces osiągnęły w 2008 po wydaniu singla „Min kaneis pos de tymasai”, nagranym z greckim zespołem hip-hopowym NEVMA.
Po rozpadzie girlsbandu w 2009 rozpoczęła karierę solową i podpisała kontrakt płytowy z wytwórnią Universal Music Greece. W 2010 w parze z Panagiotisem Petrakisem zwyciężyła w finale pierwszej greckiej edycji programu rozrywkowego Just the Two of Us w telewizji Mega Channel oraz z utworem „Kiwotos tu Noe”, wykonanym w duecie z Manosem Pyrowolakisem, zajęła drugie miejsce w finale greckich eliminacji do 55. Konkursu Piosenki Eurowizji. W grudniu 2010 wydała pierwszy solowy album studyjny, zatytułowany po prostu Eleni Foureira, za którego wysoką sprzedaż uzyskała certyfikat platynowej płyty. Pod koniec roku podpisała kontrakt z wytwórnią Minos EMI, pod której szyldem wydała dwa albumy: Ti poniro mou zitas (2012) i Anemos agapis (2014).
W latach 2015–2016 występowała w roli Sofii w musicalu Barbarella: the 80’s Musical wystawianym w ateńskich teatrach. W tym czasie podpisała kontrakt z wytwórnią płytową Panik Records. W 2016 ubiegała się o reprezentowanie Grecji z utworem „Come tiki tam” w 61. Konkursie Piosenki Eurowizji, jednak jej propozycja została odrzucona przez telewizję ERT. W 2017 wydała album pt. Wasilissa oraz była jedną z jurorek trzeciego sezonu programu rozrywkowego So You Think You Can Dance w telewizji ANT1.

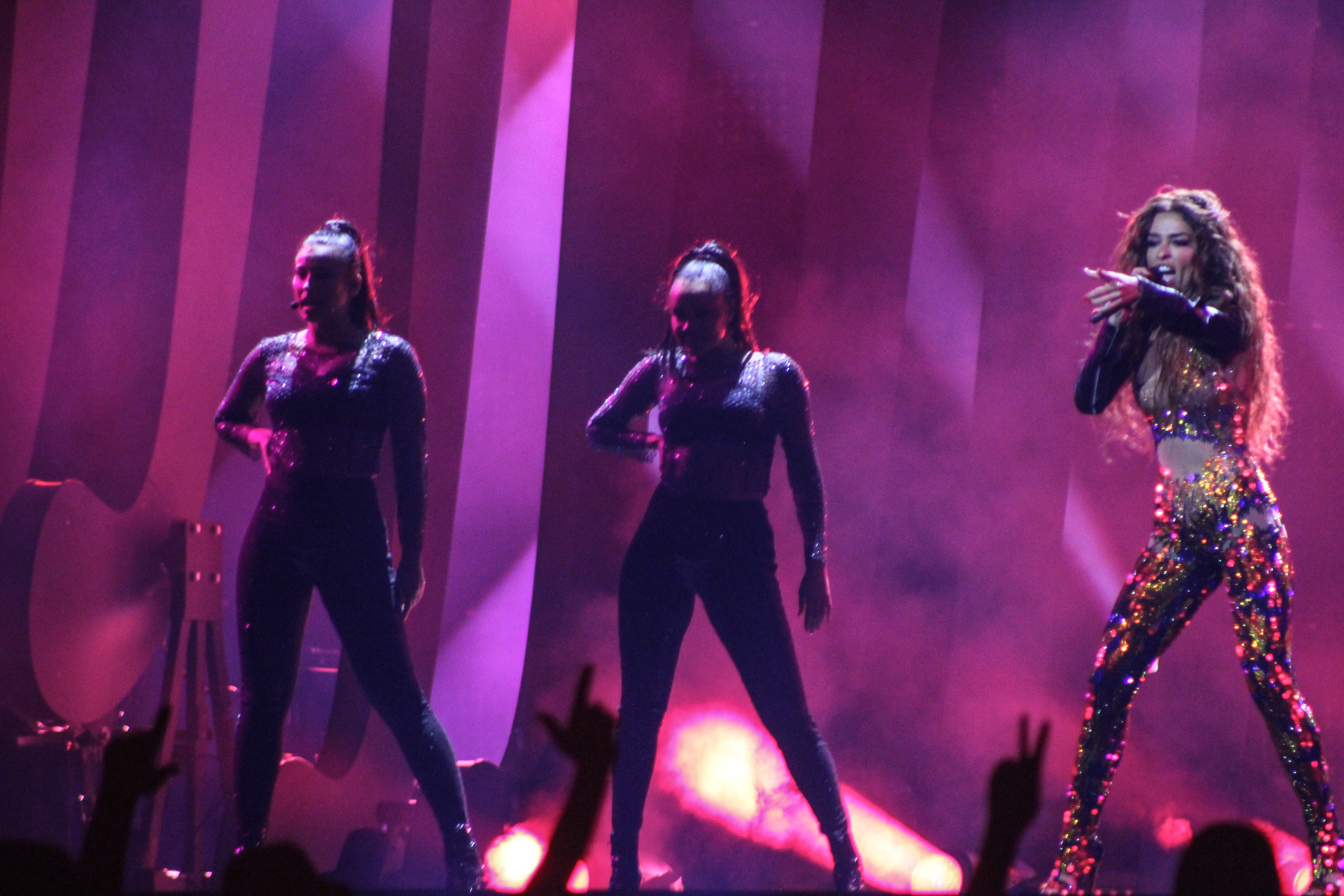
Fureira w 63. Konkursie Piosenki Eurowizji w Lizbonie (2018)

W lutym 2018 została ogłoszona reprezentantką Cypru z piosenką „Fuego” w 63. Konkursie Piosenki Eurowizji w Lizbonie. Przed rozegraniem koncertu półfinałowego był uznawana za główną faworytkę bukmacherów do wygrania konkursu. Przeszła przez półfinał konkursu, a 12 maja zajęła drugie miejsce w finale po zdobyciu 436 punktów, w tym 253 pkt od telewidzów (2. miejsce) i 183 pkt od jurorów (5. miejsce), uzyskując tym samym najwyższe miejsce w historii startu kraju w konkursie. W maju 2019 wystąpiła gościnnie w finale 64. Konkursu Piosenki Eurowizji w Tel Awiwie, a w maju 2024 – w półfinale 68. Konkursu Piosenki Eurowizji w Malmö.

## Życie prywatne
Od 2016 związana jest z hiszpańskim piłkarzem Alberto Botíą z drużyny Olympiakos SFP.

## Dyskografia
Albumy studyjne
- Eleni Foureira (2010)
- Ti poniro mou zitas (2012)
- Anemos agapis (2014)
- Wasilissa (2017)

Minialbumy
- Gypsy Woman (2019)